# Kiriłł Grigorjan
Kiriłł Akopowicz Grigorjan (ros. Кирилл Акопович Григорян, orm. Կիրիլ Գրիգորյան; ur. 2 kwietnia 1992 r. w Petersburgu) – rosyjski strzelec pochodzenia ormiańskiego specjalizujący się w strzelaniu z karabinu, brązowy medalista igrzysk olimpijskich i igrzysk europejskich.

## Igrzyska olimpijskie
Zadebiutował podczas igrzysk olimpijskich w 2016 roku w Rio de Janeiro. Zdobył tam brązowy medal w konkurencji karabinu małokalibrowego w pozycji leżącej na dystansie 50 metrów.
| Igrzyska | Miejscowość    | Konkurencja                        | Kwalifikacje | Kwalifikacje | Finał | Finał   |
| Igrzyska | Miejscowość    | Konkurencja                        | Wynik        | Pozycja      | Wynik | Pozycja |
| -------- | -------------- | ---------------------------------- | ------------ | ------------ | ----- | ------- |
| IO 2016  | Rio de Janeiro | Karabin małokalibrowy, leżąc, 50 m | 628,9        | 2. Q         | 187,3 | brąz    |